# بحران دارو در ایران
بحران دارو در ایران یکی از عواملی است که مردم ایران را در زمینه درمان بیماری‌ها و نیز بهبود بهداشت و سلامت دچار مشکل کرده‌است و دولت‌ نتوانسته‌ است راه حل مناسب و کافی برای مقابله با آن بیابد. این روال در سال ۱۴۰۱ نیز ادامه یافته و کمبود دارو کشور ایران را با یک بحران جدی مواجه کرده‌است.

## پیشینه و علل

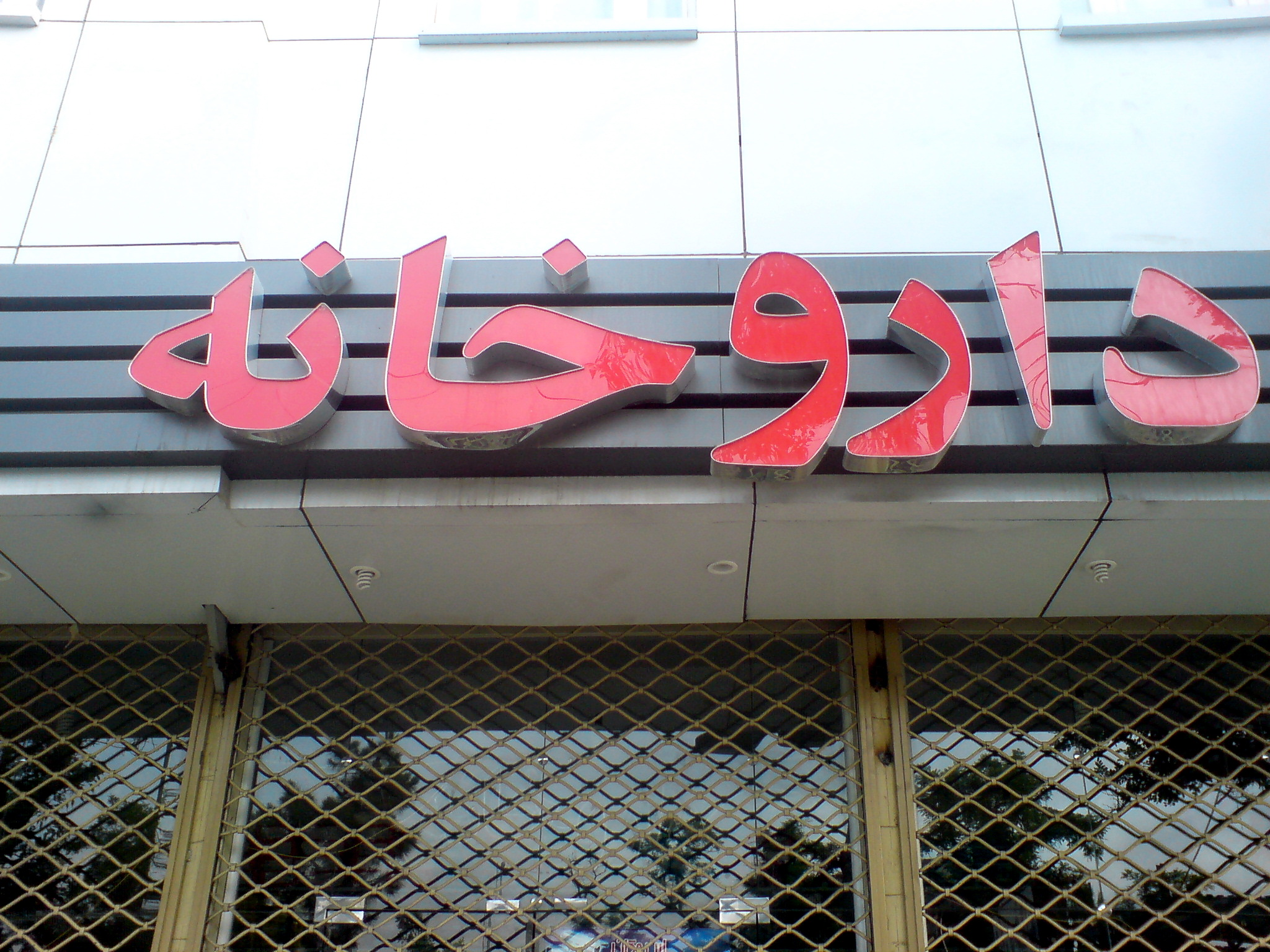

کمبود دارو در ایران در طی سال‌های اخیر به‌طور محسوسی وجود داشت ولی غالباً این کمبود بیشتر در زمینه داروهای بیماری‌های خاص احساس می‌شد و بیماران و بستگان آنها برای تهیه داروی مورد نیاز خود که در داروخانه‌ها یافت نمی‌شد مجبور بودند در بازار سیاه و کوچه‌های محدوده خیابان ناصرخسرو تهران به دنبال دارو باشند و با قیمت گزافی آن را از دلالان دارو تهیه کنند ولی این کمبود هم‌اکنون در خصوص داروهای آنتی‌بیوتیک ساده و داروهای ساخت داخل ایران که قبلا در تمام داروخانه‌ها و مراکز درمانی به وفور یافت می‌شد نیز دامنه گیر شده‌است و مردم برای تهیه داروهای ساده نیز دچار مشکل شده‌اند.

## واکنش‌ها و اقدامات
برخی مسئولان وزارت بهداشت و درمان و سازمان غذا و دارو ایران، تأثیرات منفی تحریم‌های خارجی علیه تجهیزات پزشکی و صنعت دارویی ایران و نیز وجود مافیا در واردات و تهیه و توزیع دارو در کشور را از علل وجود پدیده کمبود دارو می‌دانند. وزیر بهداشت وقت ایران و رئیس سازمان غذا و دارو مدعی شده‌اند که با تمهیداتی در حال کنترل این بحران هستند و بزودی مشکلی در زمینه تأمین دارو نخواهد بود.